# NGC 5871
NGC 5871 is een ster in het sterrenbeeld Maagd. Het hemelobject werd in 1882 ontdekt door de Duitse astronoom Ernst Wilhelm Leberecht Tempel.